# سبخة مجزم
سبخة مُجَزّم أو سبخة مززّم أو سبخة مزمزم أو سبخة أمزمزم هي سبخة تقع على الحدود التونسية الليبية في أقصى الجنوب التونسي، شمال غربي قرية برج الخضراء. يقع جزء منها في تونس بولاية تطاوين والجزء الأكبر منها في ليبيا.